# Badia de Disko

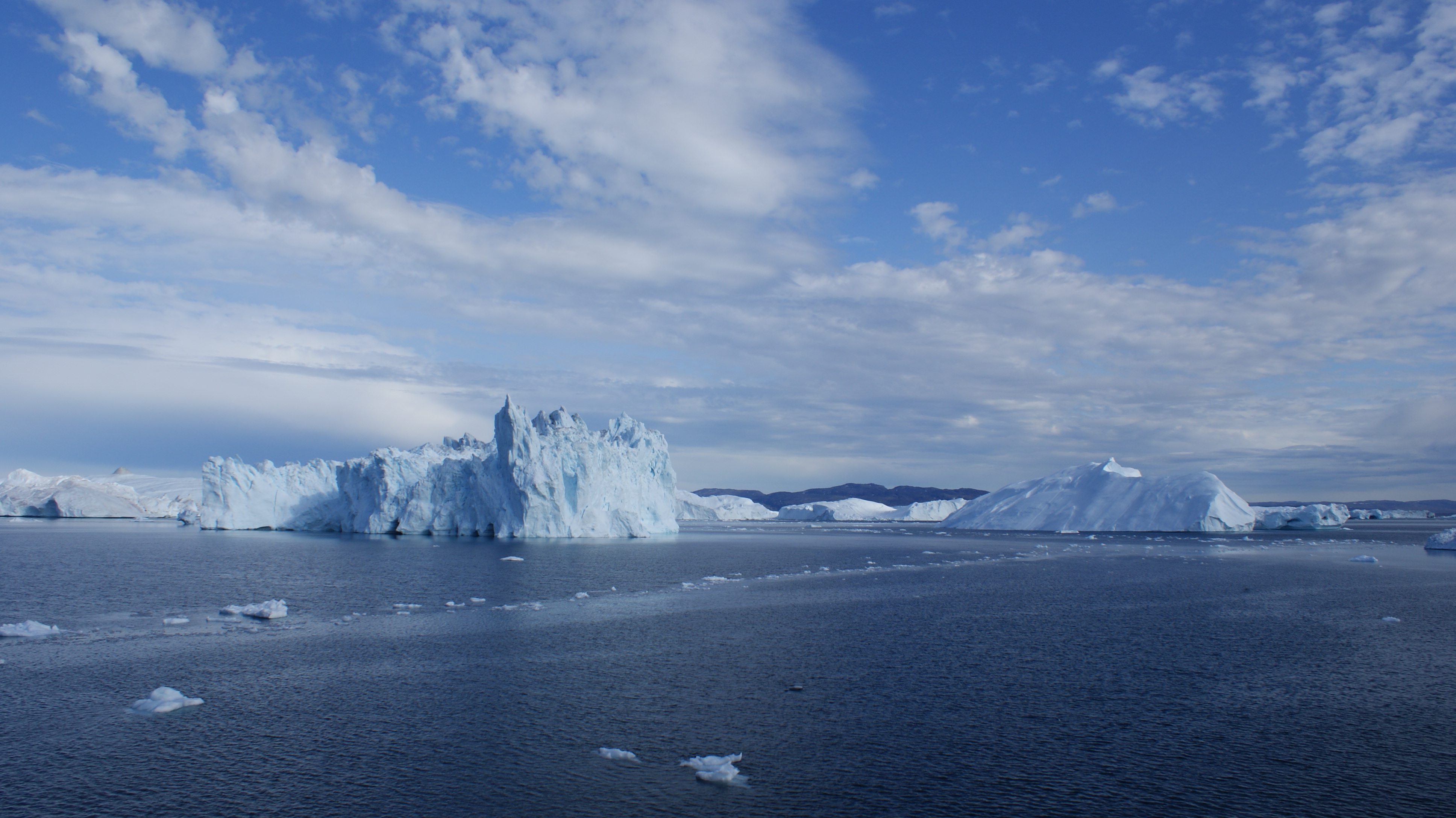
Icebergs a la badia de Disko

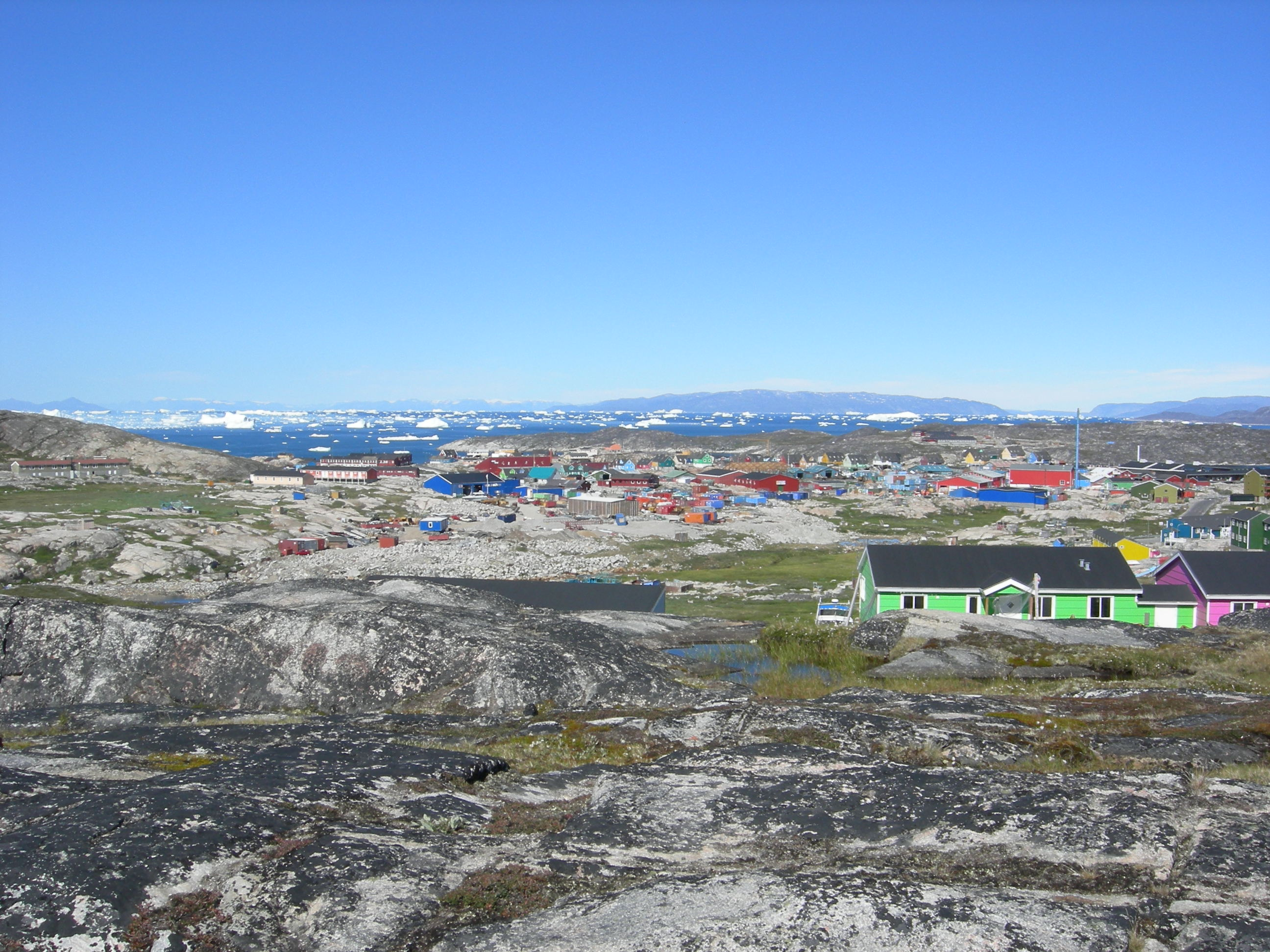
Ilusissat/Jakobshavn

La badia de Disko (en anglès: Disko Bay; en groenlandès: Qeqertarsuup tunua) és una badia de la costa oest de Groenlàndia que forma una part del sud-est de la badia de Baffin.

## Geografia

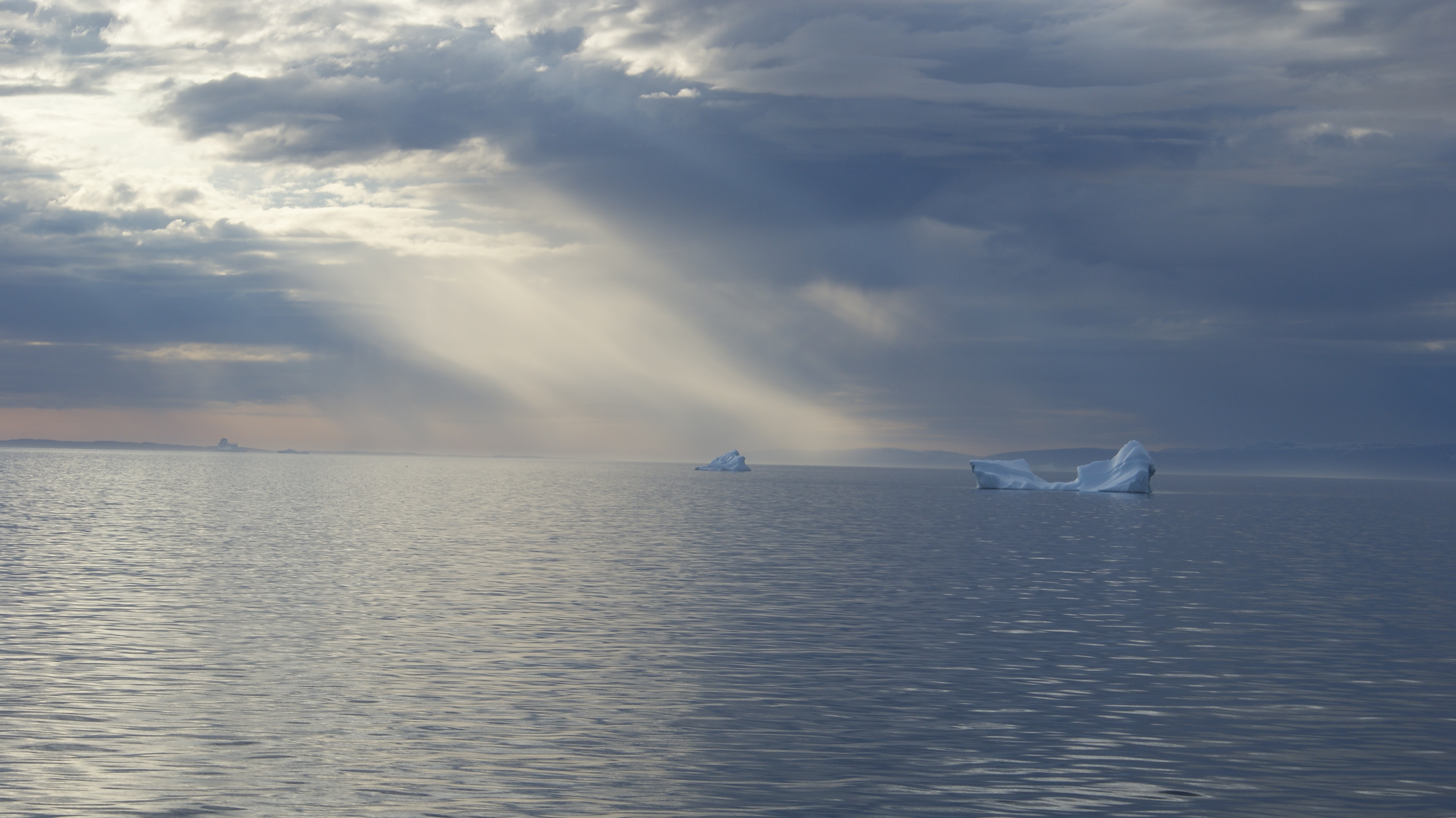
Badia de Disko

Al sud la línia de la costa es complica amb nombroses entrades d'aigua i petites illes de l'arxipèlag Aasiaat. Qasigiannguit i Ilimanaq són els principals assentaments al sud-est.
Al nord hi ha l'illa de Disko (Qeqertarsuaq), l'illa més grossa de la costa oest. Al nord de Ilulissat i a l'oest de l'illa d'Aluttoq la badia es transforma en l'estret de Sullorsuaq que separa Qeqertarsuaq de la península Nuussuaq.

## Història
Durant segles la badia de Disko ha estat una zona important. Els europeus d'Eric el Roig hi arribaren i s'hi establiren l'any 985. Les riqueses de la badia eren les morses (pel seu ivori), els pinnípedes per les pells i les balenes per molts materials aprofitables.

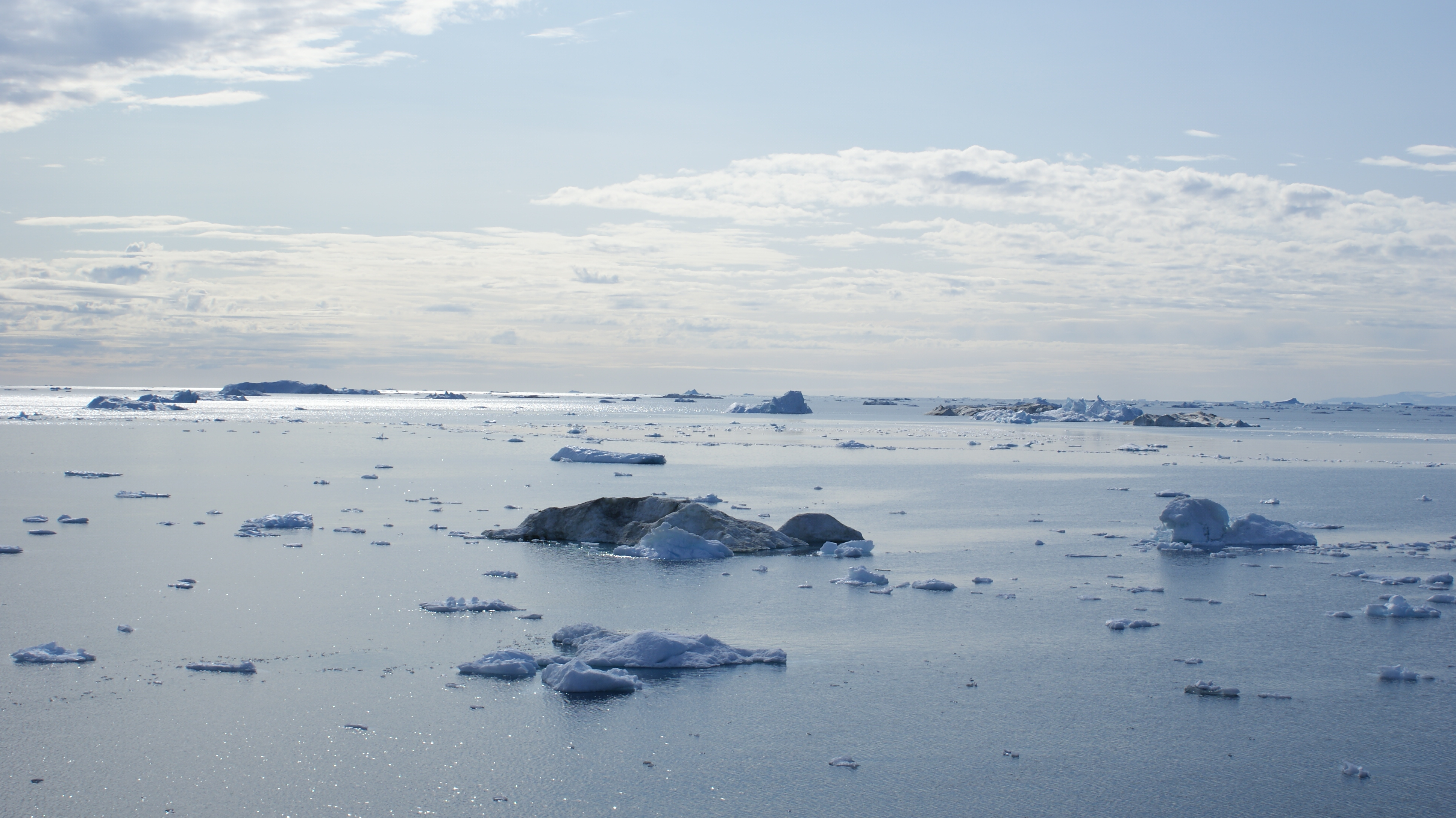
La badia de Disko, amb blocs gel tot l'any

Segons els relats dels nòrdics no hi havia inuits a la zona quan ells però els inuits passaren a controlar la zona des de l'extinció dels pobladors nòrdics fins a la seva tornada (danesos) al segle xviii.